# Марфина Слобода
Марфина Слобода — деревня в Пронском районе Рязанской области. Входит в Малинищинское сельское поселение

## География
Находится в юго-западной части Рязанской области на расстоянии приблизительно 22 км на север по прямой от районного центра города Пронск.

## История
В 1859 году здесь было учтено 57 дворов, в 1897 — 62.

## Население
Численность населения: 518 человек (1859 год), 471 (1897), 22 в 2002 году (русские 95 %), 6 в 2010.